# Nikkei Asia
Nikkei Asia, conocido como Nikkei Asian Review entre 2013 y 2020, es una importante revista de noticias semanal idioma inglés con sede en Japón y centrada en continente asiático, aunque también cubre desarrollos internacionales más amplios. Tiene su sede en Tokio, Japón. Nikkei Asia se lanzó originalmente en 2013.

## Propiedad
Nikkei Asia es propiedad de Nikkei, Inc., el mismo holding con sede en Japón que también posee el Financial Times con sede en Londres. Dado que "Nikkei Asia" y "Financial Times" son publicaciones hermanas, algunos periodistas del "Financial Times" son adscritos a "Nikkei Asia" de forma rotativa cada dos años.
Nikkei Asia se autodenomina "la voz del siglo asiático".